# Song of Songs
Song of Songs är det svenska indierockbandet Starmarkets fjärde studioalbum, utgivet 2001 på Background Beat. Skivan var deras första på bolaget.

## Låtlista
Alla låtar är skrivna av Starmarket.
1. "Forgotten Trail"
2. "Mexico Summer"
3. "Here It Comes"
4. "Get Down"
5. "22"
6. "Saviour"
7. "Things Will Be Better"
8. "We Don't Need Another Day"
9. "1984"

### Fotnoter
1. 1 2  ”Song of Songs”. Discogs.com. http://www.discogs.com/Starmarket-Song-Of-Songs/release/2873128. Läst 1 april 2012.